# David Jones-Roberts
David Jones Roberts (Sídney, Nueva Gales del Sur; 9 de abril de 1990) es un actor australiano, conocido por haber interpretado a Xavier Austin en la serie australiana Home and Away. 

## Biografía
David es hijo del también actor Daniel Roberts, quien interpretó a Andy Green en la serie Sons and Daughters y de la actriz Lindsay Neil quien ha trabajado con Benny Hill, Ronnie Barker y Ronnie Corbett.
se graduó de la Secundaria Newtown High de Artes Escénicas (en inglés: Newtown High School of the Performing Arts).
Es buen amigo de los actores Charles Cottier y Lincoln Lewis.
En 2009 David salió con una joven llamada Emily.
En enero de 2011 comenzó a salir con modelo Holly Kagis, quien concursó en Miss Universo NZ, sin embargo la relación terminó más tarde.
Desde 2018 sale con la actriz Jessica Amlee.

## Carrera
En 2007 apareció como invitado en la serie Days of Our Lives donde interpretó a Philip Kiriakis.
Su primer papel importante en televisión lo obtuvo en el 2008 cuando se unió al elenco de la alcamada serie australiana Home and Away, donde interpretó a Xavier Austin, hasta el 3 de julio de 2012 luego de que Xavier decidiera mudarse a Goulburn para terminar su entrenamiento como policía. Xaiver es el sobrino de Tony Holden y primo de Jack y Lucas Holde. David regresó brevemente a la serie el 23 de abril de 2013 para asistir al funeral de su madre.

## Filmografía

### Series de televisión
| Año               | Serie             | Personaje       | Notas         |
| ----------------- | ----------------- | --------------- | ------------- |
| 2008 - 2012, 2013 | Home and Away     | Xavier Austin   | 760 episodios |
| 2007              | Days of Our Lives | Philip Kiriakis | 2 episodios   |

## Premios y nominaciones
| Año  | Categoría          | Premio      | Serie         | Resultado |
| ---- | ------------------ | ----------- | ------------- | --------- |
| 2010 | Most Popular Actor | Logie Award | Home and Away | Nominado  |